# 꼭 껴안고 눈물 핑
"꼭 껴안고 눈물 핑"은 2011년에 개봉한 대한민국의 영화이다.

## 캐스팅
- 이켠 : 찬영  역
- 고준희 : 단비 역
- 신동미 : 미선 역
- 조민아 : 소현 역
- 최무성 : 감독 역
- 김진성 : 형철 역
- 김도연 : 숙현 역
- 박수영 : 털보 역
- 최현석 : 단비오빠 역
- 김강현 : 편의점직원 역
- 라경덕 : 까페선배 역
- 오창경 : 심부름센터팀장 역
- 양다함 : 기차커플 역
- 오연경 : 기차커플 역
- 정우진 : 남자톱스타 역
- 박성연 : 회사부장 역
- 백성식 : 감자탕집주인 역
- 조재룡 : 연극제작자 역
- 이소현 : 가야금 여 역
- 조수정 : 여행사직원 역
- 김도현 : 관객 여 역
- 홍희자 : 지하철할머니 역
- 이정민 : 영화사PD 역
- 송영헌 : 카페커플 남 역
- 김성은 : 카페커플 여 역
- 이은혜 : 영화사직원 역
- 서지원 : 구금대원 1 역
- 김종엽 : 공익 (목소리) 역
- 김도현 : 미선아버지 역
- 최대성 : 대학로행인들 역
- 최현석 (특별출연)
- 김대인 (특별출연)
- 이상윤 (특별출연)